# Guaiacol
Guaiacol ou gaiacol é um composto orgânico de ocorrência natural com a fórmula C6H4(OH)(OCH3). Esta substância oleosa, incolor e aromático é derivada do guaco ou do creosoto da madeira, especialmente da faia. Amostras escurecem quando expostas ao ar e a luz.  Guaiacol está presente na fumaça da madeira resultando da pirólise da lignina.

## Preparação
O guaiacol é obtido diretamente do alcatrão de faia.
É produzido industrialmente da pirocatequina por metilação com potassa e sulfato de metila e  potássio, ou do anisol por nitração, redução do orto-nitroanisol resultante a 2-aminoanisol, o qual é então diazotado e fervido com água.
Em laboratório é sintetizado pela di-metilação do catecol seguido por mono-demetilação seletiva.
C6H4(OH)2  +  2 (CH3O)2SO2  →  C6H4(OCH3)2  +  2 HO(CH3O)SO2
C6H4(OCH3)2  +  C2H5SNa   →  C6H4(OCH3)(OH)

## Derivados
Carbonato de guaiacol é conhecido como duotal, o fosfato como fosfatol, o fosfito como guaiaco-fosfal; fosfotal á a mistura dos fosfitos de fenóis do creosoto. O éster valeriânico do guaiacol é conhecido como geosoto, o benzóico como benzosol,  o alicílico como guaiacolsalol, enquanto o éter com a glicerina é tratado como guaiamar.

## Usos
Guaiacol é usado medicalmente como um expectorante, antiséptico, e anestésico local. Guaiacol é também usado na preparação do eugenol e vanilina.
Por causa de sua natural habilidade em mudar de cor, é algumas vezes usado como indicador em vários experimentos envolvendo enzimas.